# Mateus Greipel
Mateus Greipel (Santa Catarina, 1979) is een Braziliaans autocoureur. Hij rijdt voor  F&F/GomeSports in het Copa NEXTEL Stock Car-kampioenschap in een Volkswagen Bora .

## Carrière
- 1996 - karting
- 1997 - Kampioen Serra Ilha kampioenschap.
- 1997 - Formule Ford en Formule Opel tests in Europa.
- 1998 - Kampioen Formule Opel.
- 2000 - Braziliaans stock car kampioen Categorie B.
- 2001 - Braziliaans stock car kampioen Categorie A.
- 2002 - Kampioen Stock Car Light.
- 2003-heden Copa NEXTEL Stock Car.